# Hrubý Jeseník
Hrubý Jeseník (engelsk: nogle gange Høje Askebjerge, tysk: Altvatergebirge eller Hohes Gesenke, polsk: Jesionik Wysoki) er en bjergkæde og geomorfologisk mesoregion i Tjekkiet. Den ligger i den østlige del af landet i regionerne Olomouc og Mähren-Schlesien. Det er den næsthøjeste bjergkæde i Tjekkiet.

## Etymologi
Ifølge den mest sandsynlige teori har navnet sin oprindelse i ordet jasan, altså "aske". Jeseník (henholdsvis Jesenný å) var først navnet på et vandløb, der strømmede gennem en askeskov i en dal. Navnet blev germaniseret til Gesenke (dvs. "skråning") og brugt som navn på en lille by, der blev grundlagt i dalen (men senere forsvandt), og så blev det først overført til dalen, og derefter til hele bjergkæden. Senere blev navnet ændret tilbage til tjekkiske Jeseník. Jeseníky (pluralform af Jeseník) er en samlebetegnelse for et område, der omfatter bjergkæderne Hrubý Jeseník (bogstaveligt talt "ru Jeseník") og Nízký Jeseník (dvs. "lav Jeseník").

## Geomorfologi
Hrubý Jeseník er en mesoregion af østsudeterne, som er en del af sudeterne inden for det bøhmiske massiv. Det er den næsthøjeste bjergkæde i Tjekkiet. Der er 56 toppe med en højde på over 1.000 m, som er spredt jævnt over hele området.
Det grænser op til Nízký Jeseník i sydøst, med Zlatohorská-højlandet i nordøst, med De Gyldne Bjerge i nordvest, og med Hanušovice-højlandet i sydvest.
Hrubý Jeseník er yderligere opdelt i mikroregionerne Keprník-bjergene, Medvědí-bjergene og Praděd-bjergene.
De højeste toppe er:
- Praděd, 1.491 moh.
- Vysoká hul, 1465 moh
- Petrovy kameny, 1447 moh.
- Keprník, 1.423 moh.
- Velký Máj, 1.385 moh.
- Vozka, 1.377 moh.
- Malý Děd, 1.369 moh.
- Jelení hřbet, 1.367 moh.
- Břidličná hora, 1.358 moh.
- Dlouhé stráně, 1.354 moh.

Et karakteristisk træk ved bjergkæden er også Medvědí vrch, som på 1.216 moh. er det højeste bjerg i mikroregionen Medvědí-bjergene og er blandt de mest fremtrædende bjerge i Hrubý Jeseník.

## Geografi
Området har en tilnærmelsesvis cirkulær form. Hrubý Jeseník har et areal på 530 km2 og en gennemsnitlig højde på 887 moh.
Flere floder og vandløb stammer fra bjergkæden. De vigtigste er kilderne til Opava-floden og Desná . Den eneste bemærkelsesværdige vandmasse er Dlouhé stráně Reservoir.
På grund af landskabets bjergrige karakter er der ikke større bebyggelser her. Den største bosættelse i området er Vrbno pod Pradědem. Byen Jeseník ligger lige uden for bjergkædens grænser.

## Galleri
- TV-tårn på toppen af Praděd
- Det øvre Dlouhé stráně-reservoir
- Čertovy kameny
- Petrovy kameny

## Naturbeskyttelse
Næsten hele Hrubý Jeseníks territorium er beskyttet inden for det Jeseníky beskyttede landskabsområde. Jeseníky PLA strækker sig derefter længere mod nord ind i Zlatohorská-højlandet og mod syd ind i Hanušovice-højlandet. Endvidere er der defineret 32 mindre beskyttede områder i Jeseníky PLA. De vigtigste er Praděd, Šerák-Keprník, Rejvíz og Skřítek nationale naturreservater (Skřítek og Rejvíz strækker sig kun marginalt ind i Hrubý Jeseník) og Javorový vrch National Nature Monument.